# Avion
Avion település Franciaországban, Pas-de-Calais megyében. Lakosainak száma 17 571 fő (2022. január 1.). Avion Lens, Vimy, Liévin, Méricourt, Sallaumines, Éleu-dit-Leauwette és Givenchy-en-Gohelle községekkel határos.

## Népesség
A település népességének változása:
| Lakosok száma | 17 876 | 18 245 | 18 037 | 17 622 | 17 583 | 17 625 | 17 676 | 17 672 | 17 571 |
|               | 2013   | 2015   | 2016   | 2017   | 2018   | 2019   | 2020   | 2021   | 2022   |